# Dificuldade de aprendizagem
Dificuldade de aprendizagem, por vezes referida como desordem de aprendizagem ou transtorno de aprendizagem, é um tipo de desordem pela qual um indivíduo apresenta dificuldades em aprender efetivamente. A desordem afeta a capacidade do cérebro em receber e processar informação e pode tornar problemático para um indivíduo o aprendizado tão rápido quanto o de outro, que não é afetado por ela.

## Características gerais
A expressão é usada para referir condições sócio-biológicas que afetam as capacidades de aprendizado de indivíduos, em termos de aquisição, construção e desenvolvimento das funções cognitivas, e abrange transtornos tão diferentes como incapacidade de percepção, dano cerebral, disfunção cerebral mínima (DCM), autismo, dislexia e afasia desenvolvimental. No campo da Educação, as mais comuns são a dislexia, a disortografia e a discalculia.
Um indivíduo com dificuldades de aprendizagem não apresenta necessariamente baixo ou alto QI: significa apenas que ele está trabalhando abaixo da sua capacidade devido a um fator com dificuldade, em áreas como por exemplo o processamento visual ou auditivo. As dificuldades de aprendizagem normalmente são identificadas na fase de escolarização, por profissionais como psicólogos, através de avaliações específicas de inteligência, conteúdos e processos de aprendizagem.
Embora a dificuldade de aprendizagem não seja indicativa do nível de inteligência, os seus portadores têm dificuldades em desempenhar funções ou habilidades específicas, ou em completar tarefas, caso entregues a si próprios ou se encarados de forma convencional. Estes indivíduos não podem ser curados ou melhorados, uma vez que o problema é crônico, ou seja, para toda a vida. Entretanto, com o apoio e intervenções adequados, esses mesmos indivíduos podem ter sucesso escolar e continuar a progredir em carreiras bem sucedidas, e mesmo de destaque, ao longo de suas vidas.
Em tempo, ainda pode se ressaltar que as chamadas dificuldades de aprendizagens surgem devidos na maioria das vezes por situações sociais, ou seja, o meio em que convive. A família é um canal para essa melhoria, pois, o professor que é um especialista da área de ensinar pode realizar algumas interferências, porém o chamado educador poderá ser qualquer cidadão, pois educar todos tem essa capacidade, e professor é uma profissão.
Ainda que o termo dificuldades de aprendizagem tenham se tornado foco de pesquisas mais intensas nos últimos anos, no entanto, elas ainda são pouco entendidas pelo público em geral.
As informações sobre dificuldades de aprendizagem têm tido uma penetração tão lenta que os enganos são abundantes até mesmo entre professores e outros profissionais da educação. Não é difícil entender a confusão. Para começo de conversa, o termo dificuldades de aprendizagem refere-se não a um único distúrbio, mas a uma ampla gama de problemas que podem afetar qualquer área do desempenho acadêmico."

## Definições oficiais
O termo "dificuldade de aprendizagem" (no original em língua inglesa, "learning disability") aparentemente foi usado pela primeira vez e definida por Kirk (1962, citado em Streissguth, Bookstein, Sampson, & Barr, 1993, p. 144). O autor referia-se a uma aparente discrepância entre a capacidade da criança em aprender e o seu nível de realização. Nos Estados Unidos uma análise das classificações de Dificuldades de Aprendizagem em 49 dos 50 estados revelou que 28 dos estados incluíram critérios de discrepância de QI/realização em suas diretrizes para Dificuldades de Aprendizagem (Ibid., citando Frankenberger & Harper, 1987). No entanto, o Joint National Committee for Learning Disabilities (NJCLD) (1981; 1985) preferiu uma definição ligeiramente diferente:
"Dificuldades de Aprendizagem é um termo genérico que se refere a um grupo heterogêneo de desordens manifestadas por dificuldades significativas na aquisição e uso da audição, fala, leitura, escrita, raciocínio ou habilidades matemáticas. Esses transtornos são intrínsecos ao indivíduo e presume-se que devido à disfunção do Sistema Nervoso Central. Apesar de que uma dificuldade de aprendizagem pode ocorrer concomitantemente com outras condições incapacitantes (por exemplo, deficiência sensorial, retardo mental, distúrbio social e emocional) ou influências ambientais (por exemplo, diferenças culturais, instrução insuficiente/inadequada, fatores psicogênicos), não é o resultado direto dessas condições ou influências.
Ainda nos Estados Unidos, o "Individuals with Disabilities Education Act" (Lei de Educação das Pessoas Portadoras de Deficiência) define uma dificuldade de aprendizagem da seguinte forma:
"(...) [um] transtorno em um ou mais dos processos psicológicos básicos envolvidos na compreensão ou na utilização de linguagem falada ou escrita, que pode manifestar-se em uma habilidade imperfeita para ouvir, pensar, falar, ler, escrever, soletrar, ou fazer cálculos matemáticos (...). Dificuldades de Aprendizagem incluem condições como deficiências perceptivas, lesão cerebral, disfunção cerebral mínima, dislexia e afasia de desenvolvimento."

## Distinção de outras condições
Indivíduos com um QI abaixo de 70 são geralmente caracterizados como portadores de retardo mental, deficiência mental ou dificuldades cognitivas e não são compreendidos na maioria das definições sobre dificuldades de aprendizagem, uma vez que neles essas dificuldades estão ligadas diretamente ao seu baixo QI. Em contraste, indivíduos que apresentam dificuldades de aprendizagem têm potencial de aprendizagem tanto quanto outros indivíduos de inteligência mediana, mas muitas vezes são impedidos de alcançar esse potencial.
Na Grã-Bretanha a expressão "dificuldades de aprendizagem" é frequentemente e de maneira confusa usada como sinónimo de "retardo mental" devido ao estigma social ligado ao último termo. Entretanto, isto não é reconhecido internacionalmente, e o termo correto para indivíduos com QI abaixo de 70 continua a ser retardamento mental.
O transtorno do déficit de atenção e hiperatividade (TDAH) é frequentemente estudado em conexão com as dificuldades de aprendizagem, mas atualmente não está compreendido nas definições padrão de dificuldades de aprendizagem. É verdade que indivíduos com TDAH debatem-se com a aprendizagem, mas com frequência podem aprender adequadamente, uma vez que estejam adequadamente tratados/medicados. Uma pessoa pode ter TDAH mas não possuir dificuldades de aprendizagem, ou ter dificuldades de aprendizagem mas não apresentar TDAH. As concepções de infância, de desenvolvimento do psiquismo e de aprendizagem, com ênfase no aspecto biológico e inato, levam os professores a recorrerem aos serviços de saúde para buscar diagnósticos médicos e medicamentos que controlam o comportamento discente por meio de remédios, mas sem tentar compreender “[…] as tramas sociais que corrompem e desumanizam a infância” (Luengo, 2010, p. 58). 
Também é comum a confusão entre dificuldades de aprendizagem e as necessidades educativas especiais assim como com a inadaptação por déficit socioambiental. De modo geral, a criança com dificuldades de aprendizagem:
- apresenta uma linha desigual em seu desenvolvimento;
- as suas dificuldades de aprendizagem não são causadas por pobreza ambiental;
- as suas dificuldades de aprendizagem não são causadas por atraso mental ou transtornos emocionais.

Dessa forma, só é procedente referir dificuldades de aprendizagem em relação a crianças que:
- Apresentam um quociente intelectual normal, muito próximo da normalidade ou mesmo superior;
- Possuem ambiente sóciofamiliar normal;
- Não apresentam deficiências sensoriais e nem afecções neurológicas significativas;
- O seu rendimento escolar é manifesto e reiteradamente insatisfatório.

## Tipos de dificuldades de aprendizagem

### Áreas de percepção envolvidas
Dificuldades de aprendizagem envolvem muitas áreas de percepção, entre as quais:
- discriminação visual ou auditiva;
  - percepção das diferenças em ambos as vistas ou ouvidos;
- impedimento visual ou auditivo;
  - preenchimento da falta de peças de imagens ou sons;
- discriminação figura-fundo visual ou auditiva;
  - focalização de um objeto, ignorando os seus antecedentes;
- memória visual ou auditiva, nem a curto nem a longo prazo;
- sequenciamento visual ou auditivo;
  - colocação do que é visto ou ouvido na ordem certa;
- associação e compreensão auditiva;
  - relacionamento do que é ouvido a outras coisas, incluindo definições de palavras e significados de sentenças;
- percepção espacial;
  - lateralidade (acima e abaixo, entre, dentro e fora) e posicionamento no espaço;
- percepção temporal;
  - intervalos de tempo de processamento da ordem de milissegundos, fundamental para o desenvolvimento da fala de transformação;
- incapacidade de Aprendizado Não-Verbal ("Nonverbal Learning Disability");
  - processamento de sinais não-verbais em interações sociais.

### Terminologia e classificação
São empregados vários termos para descrever dificuldades de aprendizagem em particular. Um indivíduo pode apresentar uma ou mais de uma. Algumas delas são (os códigos apresentados são CID-10 e DSM-IV, respectivamente):
- (F80.0-F80.2/315.31) Disfasia/Afasia - Distúrbios de fala e linguagem
  - dificuldade em produzir sons da fala (distúrbio da articulação)
  - dificuldade em colocar as suas ideias em forma oral (desordem expressiva)
  - dificuldade em perceber ou entender o que as outras pessoas dizem (transtorno receptivo)
- (F81.0/315.02) Dislexia - termo geral para uma deficiência na área da leitura.
  - dificuldade em mapeamento fonético, onde doentes têm dificuldade em correspondência com várias representações ortográficas para sons específicos
  - dificuldade com orientação espacial, que é estereotipado na confusão das letras b e d, assim como outros pares. Na sua forma mais grave, b, d, p e q, todos distinguidos principalmente pela orientação à mão, aparência idêntica à do disléxico
  - dificuldade com a ordenação sequencial, de tal forma que uma pessoa pode ver uma combinação de letras, mas não percebê-las na ordem correta
- (F81.1/315.2) Disgrafia - o termo geral para uma deficiência na área da escrita física. É geralmente associada à dificuldade de integração visual-motora e habilidades motoras finas.
- (F81.2-3/315.1) Discalculia - o termo geral para uma deficiência na área da Matemática.

Uma forma aceita de se referir a estes indivíduos como "especiais" é devido às suas circunstâncias especiais.
Hoje em dia é considerado como insensível e rude ridicularizar ou fazer troça de alguém portador de uma deficiência.

## Possíveis causas
Várias teorias tem sido formuladas para explicar a causa ou as causas das dificuldades de aprendizagem. Elas são concebidas de modo a envolver o cérebro de alguma forma. As causas mais comuns apontadas são:
- defeitos ou erros na estrutura do cérebro;
- abuso de drogas;
- má nutrição;
- herança genética dos pais;
- falta de envolvimento dos pais durante as fases de desenvolvimento precoce do bebê;
- falta de comunicação entre as várias partes do cérebro;
- quantidades incorretas de vários neurotransmissores, ou problemas no uso dos mesmos por parte do cérebro;
  - problemas comuns com os neurotransmissores incluem níveis insuficientes de dopamina, regulagem inadequada de serotonina e recaptação excessiva da dopamina, onde neurônios emissores de dopamina reabsorvem-na em quantidade demasiada após liberá-la para se comunicar com outros neurônios (também implicado nos quadros de depressão clínica).
    - doenças meningocócicas principalmente meningite do tipo bacteriano que afeta toda a estrutura cerebral (regiões frontais e laterais) comprometendo de forma significativa o aprendizado, sendo esta um déficit adquirido e não biológico, portanto não hereditário, afirmações estas explicitadas devido a dificuldade de aprendizagem não ser tão comum quando de origem cerebral, e não meramente ambiental.

## Tratamento
Dificuldades de aprendizagem podem ser tratadas com uma variedade de métodos, mas geralmente são consideradas como desordens vitalícias. Alguns (ajustes, equipamentos e auxiliares) são projetados para acomodar ou ajudar a compensar a deficiência, enquanto outros (educação especial) destinam-se a fazer melhorias nas áreas fracas. O psicopedagogo Reuven Feuerstein, autor da Teoria da modificabilidade cognitiva estrutural, afirma que a inteligência pode ser "expandida". Segundo ele, qualquer pessoa, independente de sua idade e mesmo que seja considerada inapta, pode desenvolver sua inteligência e adquirir a capacidade de aprender.
Os tratamentos incluem:
- ajustes na sala de aula:
  - atribuições de lugares especiais;
  - tarefas escolares alternativas ou modificadas;
  - procedimentos de avaliação/testes modificados;
- equipamento especial:
  - fonadores eletrônicos e dicionários;
  - processadores de texto;
  - calculadoras falantes;
  - livros em fita;

- assistentes de sala de aula:
  - tomadores de nota;
  - leitores;
  - Corretores;

- educação especial:
  - horários prescritos em uma classe especial;
  - colocação em uma classe especial;
  - matrícula em uma escola especial para a aprendizagem dos alunos com deficiência.